# أليخاندرو سيكييروس
أليخاندرو سيكييروس (بالإسبانية: Alejandro Siqueiros) (مواليد 28 أكتوبر 1982) هو سبّاح مكسيكي، مثّل بلاده في الألعاب الأولمبية الصيفية 2004.

## روابط خارجية
أليخاندرو سيكييروس على موقع الاتحاد الدولي للسباحة (الإنجليزية)
- أليخاندرو سيكييروس على موقع أوليمبيديا (الإنجليزية)